# Delivery Man
Delivery Man è un film del 2013
diretto da Ken Scott, con protagonista Vince Vaughn.
Il film è un remake del film canadese Starbuck - 533 figli e... non saperlo!, diretto dallo stesso Ken Scott nel 2011.

## Trama
David Wozniak scopre di essere padre di 533 figli dopo aver donato il suo sperma in una clinica 20 anni prima, dietro lo pseudonimo "Starbuck". Deve decidere cosa fare quando 142 di loro intentano una querela per poter sapere la sua identità.

## Accoglienza
Il film ha ricevuto recensioni contrastanti da parte della critica. Rotten Tomatoes ha assegnato al film un punteggio del 40% sulla base delle recensioni di 148 critici con un punteggio medio di 5,00/10. Su Metacritic il film ha ricevuto un punteggio di 44/100 basato sulle recensioni di 33 critici.